# Yuanling
För andra betydelser, se Yuanling (olika betydelser).
Yuanling är ett härad som lyder under Huaihuas stad på prefekturnivå i Hunan-provinsen i sydöstra Kina.

## Kända invånare
- Zhou Fohai (1897-1948), Kuomintang-politiker och kollaboratör med Japan under andra världskriget.

1. ↑  http://www.geohive.com/cntry/CN-43_ext.aspx